# Marc Jongen
Marc Stephan Jongen (ur. 23 maja 1968 w Merano) – niemiecki polityk i filozof, działacz Alternatywy dla Niemiec, deputowany do Bundestagu, poseł do Parlamentu Europejskiego X kadencji.

## Życiorys
Syn Włoszki i Holendra, pochodzi z Tyrolu Południowego. Obywatelstwo niemieckie otrzymał w 2011. W latach 1987–1988 studiował ekonomię na Uniwersytecie Ekonomicznym w Wiedniu. Później do 1995 kształcił się w zakresie filozofii na Uniwersytecie Wiedeńskim, uzyskując magisterium w tej dziedzinie. W latach 1996–1999 był redaktorem działu kultury włoskiego niemieckojęzycznego dziennika „Die Neue Südtiroler Tageszeitung”. W 1999 podjął studia doktoranckie w Staatliche Hochschule für Gestaltung Karlsruhe. W 2003 został nauczycielem akademickim na tej uczelni, doktoryzował się w 2009.
W 2013 wstąpił do Alternatywy dla Niemiec. Zaczął być określany mianem głównego ideologa tej partii. Pełnił funkcję rzecznika AfD w Badenii-Wirtembergii. W wyborach parlamentarnych w 2017 uzyskał mandat deputowanego do Bundestagu. W 2021 z powodzeniem ubiegał się o poselską reelekcję. W 2024 został natomiast wybrany do Europarlamentu X kadencji.